# Moon (videogioco)
Moon è un videogioco sparatutto sviluppato da Renegade Kid in esclusiva per Nintendo DS. Il gioco è stato originariamente ideato per essere commercializzato nel solo Nord America in data 18 novembre 2008, ma lo sviluppatore poi anticipò la sua pubblicazione al 13 gennaio 2009, arrivando nel vecchio continente il 3 luglio 2009.

## Modalità di gioco
Moon è un videogioco sparatutto in prima persona il gioco è pieno di ambienti 3D che il giocatore può esplorare. Nel corso del gioco, il giocatore può raccogliere una varietà di armi per combattere i nemici. Il gioco ha tre livelli di difficoltà e nei livelli sono presenti molti ckeckpoint sparsi per ciascuno di essi. Lo schermo superiore del DS mostra la vista del giocatore dell'ambiente, mentre lo schermo inferiore mostra i comandi e una mappa in tempo reale. La storia del gioco si svelerà mentre il giocatore procede attraverso ogni livello con filmati pre-renderizzati, nonché attraverso le comunicazioni con i superiori del personaggio giocatore alla base. La maggior parte dei combattimenti del giocatore avviene in corridoi stretti, anche se gli sviluppatori hanno dichiarato che il motore di gioco consente enormi ambienti e grandi gruppi di nemici. Il gioco non prevede alcuna modalità multiplayer. [5]
Mentre il gioco è per lo più orientato all'azione, puzzle diversi sono inclusi per sfidare il giocatore. Alcuni di questi puzzle prevede il controllo di un piccolo drone robotico per viaggiare attraverso aperture e tunnel per sbloccare le porte. Il drone è armato con una pistola di stordimento in bassa frequenza che può temporaneamente mettere fuori combattimento i nemici, così come temporaneamente può disattivare difese automatiche come cannoni automatici che bloccano l'avanzamento del giocatore.
Durante il gioco, il giocatore può accumulare un massimo di sette armi differenti, escluso il drone. Le armi possono essere selezionate utilizzando il touch screen, e l partita in corso viene automaticamente messao in pausa durante la selezione delle armi. Il puntamento è realizzato con il touch screen, con il movimento assegnato al D-pad o pulsanti, a seconda delle impostazioni del giocatore.

## Trama
In Moon è l'anno 2058 e gli Stati Uniti hanno stabilito una serie di stazioni sulla luna per eseguire esperimenti scientifici e costruire uno spazioporto per viaggiare verso Marte. Una straordinaria scoperta è stata effettuata in uno dei siti di scavo, una botola sigillata che porta sotto la superficie della luna. Il giocatore assume il ruolo del Maggiore Kane, capo di una speciale task force inviata per indagare sulla misteriosa botola e rivelare i suoi segreti.
Il giocatore controlla il Maggiore Kane, che è in rotta verso una base lunare, dove sono stati scoperti diversi ingressi misteriosi. All'arrivo, Kane ha un breve incontro con il generale Lambert. Immagini provenienti dai caschi dei soldati del Team Alpha vengono visti sui monitor secondari, quando un lampo di energia mette fuori uso il collegamento video con i soldati, e uccide i membri della squadra Alpha in rotta verso il portello, Kane si imbatte in un misterioso contenitore riempito con un liquido blu, che egli aspira inconsapevolmente, e perde conoscenza. Ore Kane si risveglia per trovare i segni vitali come quello di un atleta di classe mondiale. Kane procede per il portello, e trova casse di taniche identiche a quella che ha trovato, in precedenza. Dopo che Kane distrugge il boss finale, il nucleo è impostato per autodistruggersi. Kane scappa appena in tempo, solo che trova la base lunare invasa da sentinelle. Kane poi si dirige verso il garage, e si dirige verso la prossima botola, attraverso un rover lunare, denominato Lola-RR10. in questo ingresso, scopre la scioccante verità sui contenitori: contengono estratti di organi umani. Kane poi deve combattere per uscire, distruggendo la nave. Una voce misteriosa viene captata dal Maggiore Kane, apparentemente è amichevole, aiuta Kane ad attraversare il labirinto di un laboratorio. Kane poi ottiene l'accesso a una astronave, che lo porta in una Saturno urbanizzata. Kane poi uccide tutti i nemici per arrivare al comandante supremo. Il gioco si conclude con Kane che torna verso la Terra, seguito da tre astronavi nemiche.

## Sviluppo
Dal momento che Moon utilizza una versione aggiornata del motore grafico Renegade incluso nel precedente gioco, Dementium: The Ward, il gioco presenta un frame rate di 60 fotogrammi al secondo e di alta qualità. Renegade Kid si è concentrata sui combattimenti con i nemici per mettere alla prova le abilità del giocatore; queste sfide comprendono variando la posizione dei nemici nel gioco e fornendo loro comportamenti imprevisti. Gli aspetti di esplorazione del gioco sono stati progettati per "premiare" un giocatore con l'accesso a nuove aree.
Concentrarsi su una cosa e cercare di rendere l'esperienza del gioco più coinvolgente possibile è la cosa migliore da fare, piuttosto che fare varie cose solo per una qualità elevata ".